# Strabane
Strabane (irsky An Srath Bán) je město v Severním Irsku, v hrabství Tyrone. Je druhé největší město v hrabství (po městě Omagh), žije v něm přes 17 tisíc obyvatel. Leží na pravém břehu řeky Foyle v těsné blízkosti hranice Spojeného království s Irskem (hrabství Donegal). Městem protéká řeka Mourne, která se zde slévá s řekou Finn, po jejich soutoku nese řeka jméno Foyle. V roce 1987 postihly město rozsáhlé záplavy.
Město má převážně katolické obyvatelstvo (přes 90 procent) a v dobách severoirského konfliktu se vyznačovalo podporou irského republikanismu. Bylo zároveň nejvíce postiženým městem konfliktu v 70. až 90. letech 20. století, přičemž útoky prozatímní irské republikánské armády na britskou armádu a Královskou ulsterskou policii (Royal Ulster Constabulary) – severoirskou policii – byly každodenním jevem. V důsledku toho trpělo Strabane vysokou nezaměstnaností, kterou se nepodařilo zcela odstranit ani do dnešních dnů.

## Významní rodáci
- Guy Carleton, 1. Baron Dorchester (1724–1808), britský generál a guvernér Québecu
- William Burke (1792–1829), sériový vrah
- Annie Maunder (1868–1947), astronomka a matematička
- Flann O'Brien (1911–1966), spisovatel